# Suelters
|  | No s'ha de confondre amb Suetri. |

Els suelters (en llatí Suelteri) eren un poble gal de la Narbonense, Plini el Vell els menciona entre els pobles que consten al Trofeu dels Alps, entre els camatullici i els verrucini. Vivien a la regió al nord de Frejus.